# Tarkacsápú keskenyfedőscincér
A tarkacsápú keskenyfedőscincér (Stenopterus rufus) a cincérfélék családjába tartozó, Európában és Nyugat-Ázsiában honos, lombos fákon élő bogárfaj. 

## Megjelenése
A tarkacsápú keskenyfedőscincér testhossza 7-16 mm. Testalkata karcsú, az előhát oldalai kissé szögletesen kiállnak; elvékonyodó végű szárnyfedői csak kb. háromnegyedig fedik a potrohot. Teste fekete, a csáp első két íze, valamint általában a harmadik és negyedik íz vége is fekete, egyébként vörösbarna. Lábai sárgásvörösek, de az elülső és középső combok bunkója, valamint a hátulsó combok legvége fekete. Szárnyfedői a keskeny tőszegély kivételével sárgásvörösek. Az előtor két oldalán és középen, a pajzsocska előtt egy-egy fényes, kiemelkedő dudor látható; ezek között a felület lapos és durván, sűrűn pontozott.

### Hasonló fajok
- A sárgacsápú keskenyfedőscincérrel lehet összetéveszteni.

## Elterjedése és életmódja
Európában (az Ibériai-félszigettől a Kaukázusig) és Nyugat-Ázsiában (Kis-Ázsia, Közel-Kelet, Észak-Irán) honos. Magyarországon a magasabb hegyvidékek kivételével mindenütt előfordul, különösen a déli fekvésű domb- és hegyoldalakon gyakori. 
Lárvája különféle lombos fák (tölgy, gesztenye, akác, dió, fűz, pisztácia, gyümölcsfák, stb.) száraz ágaiban él. Fejlődése két évig tart. Az imágó májustól júliusig rajzik. Nappal aktív, többnyire virágokon (cickafark, ernyősök, stb.) tartózkodik. 

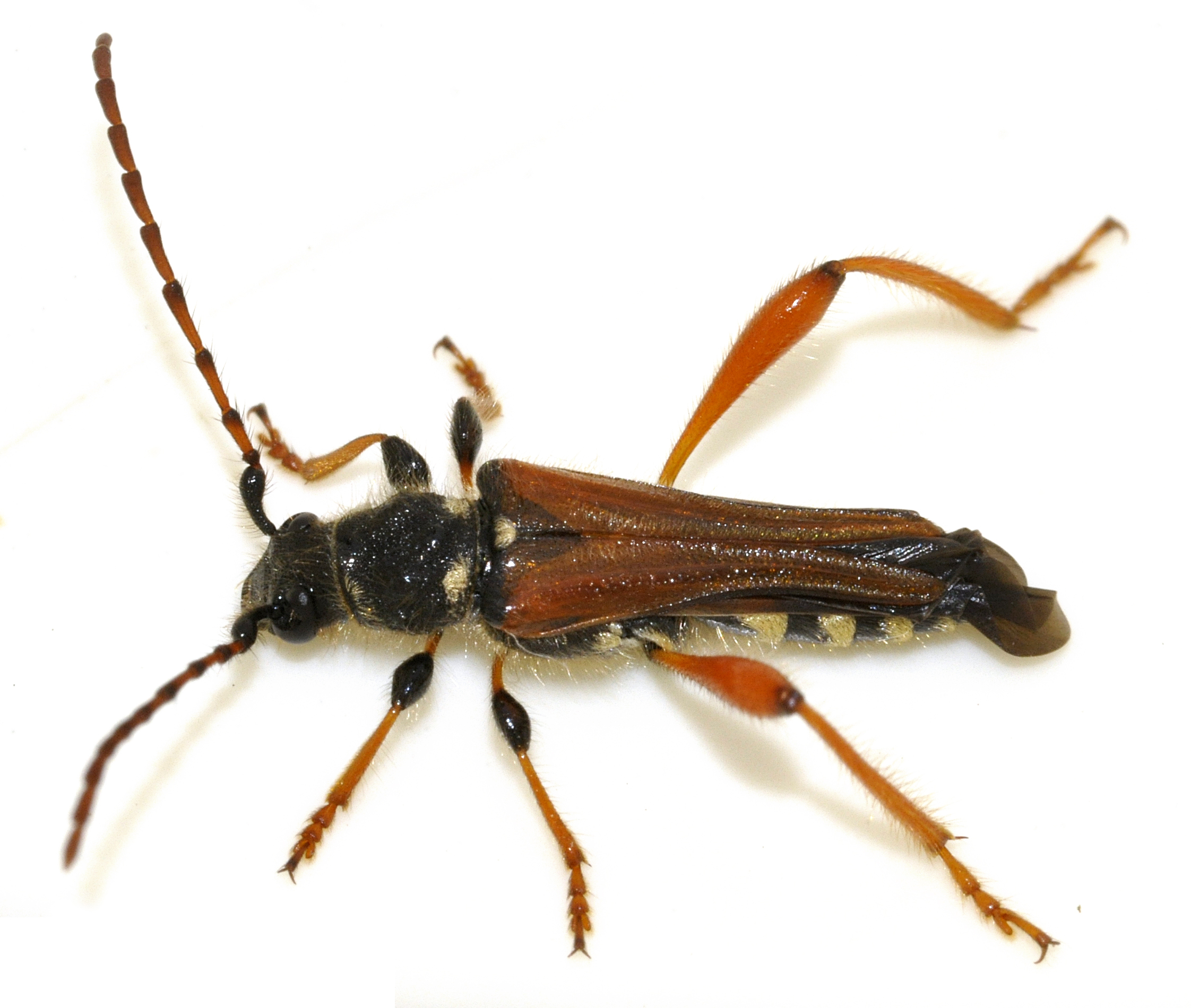
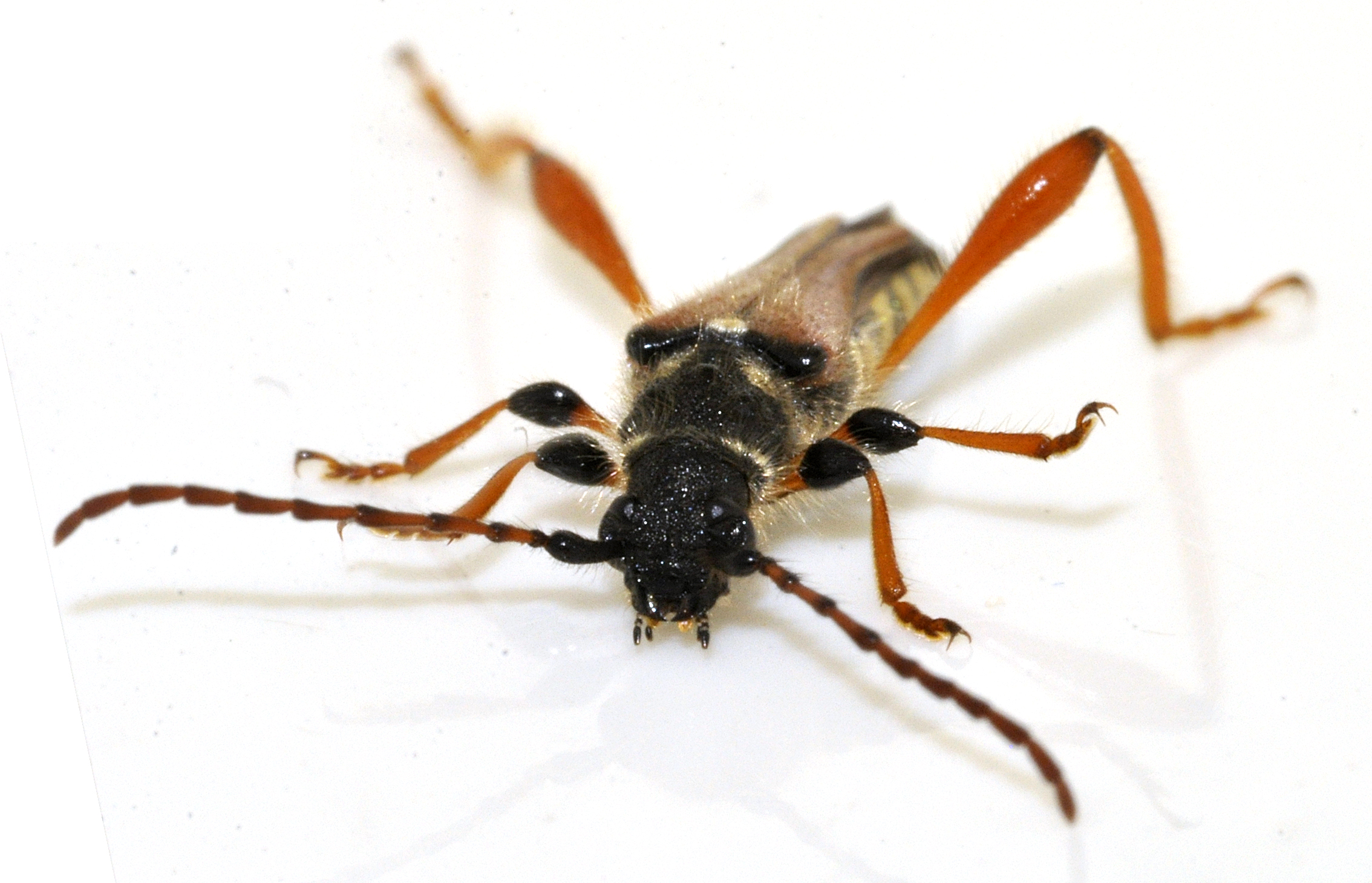
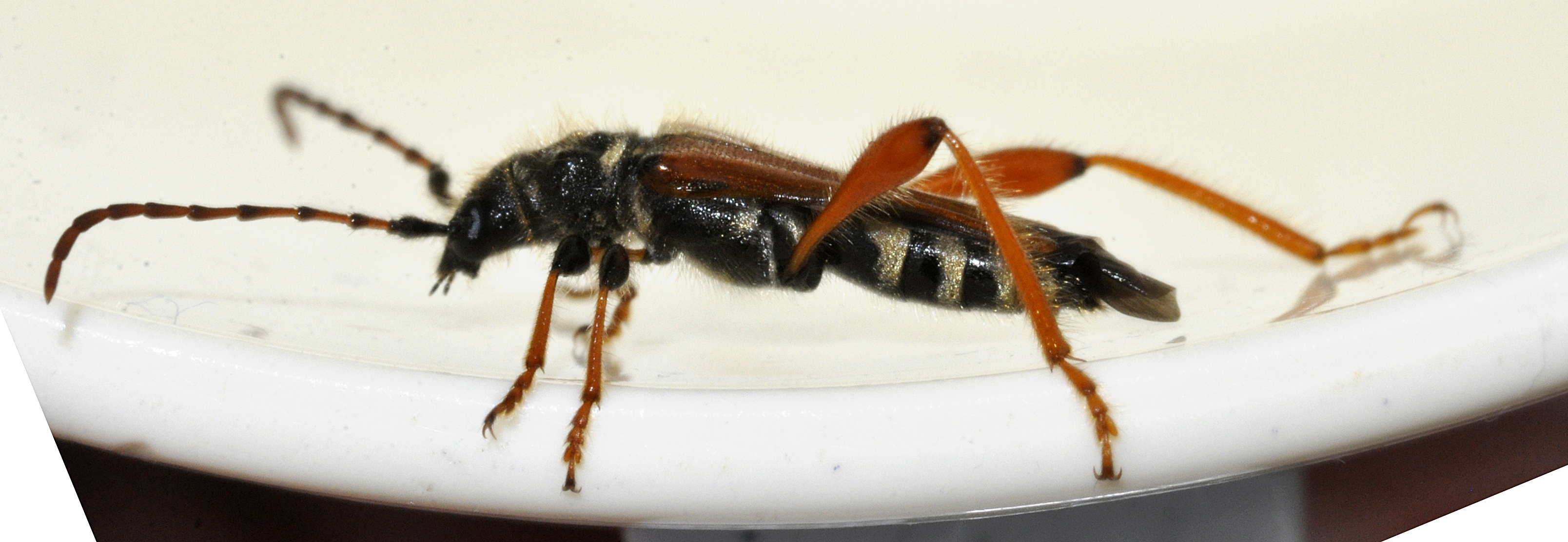
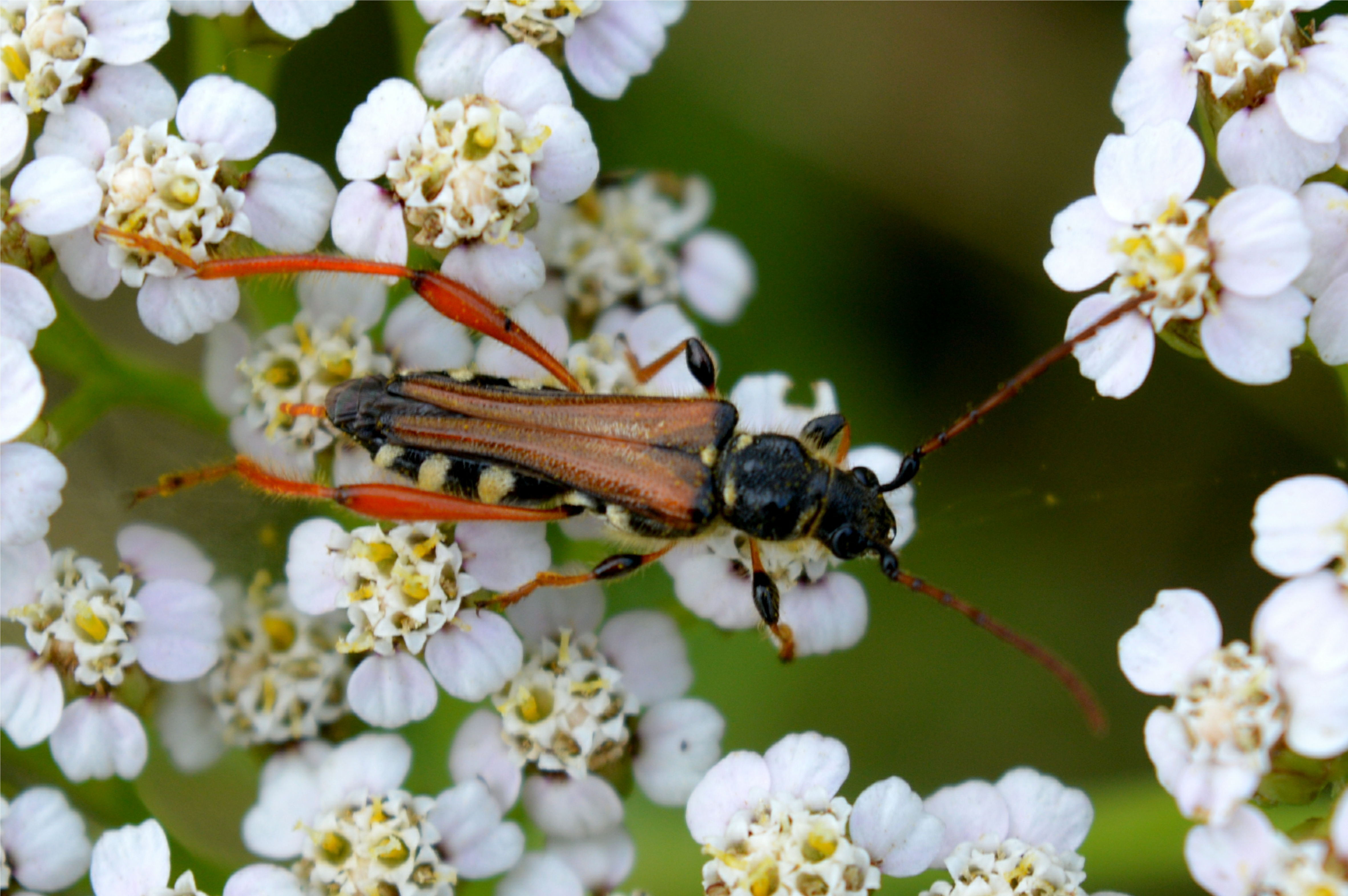
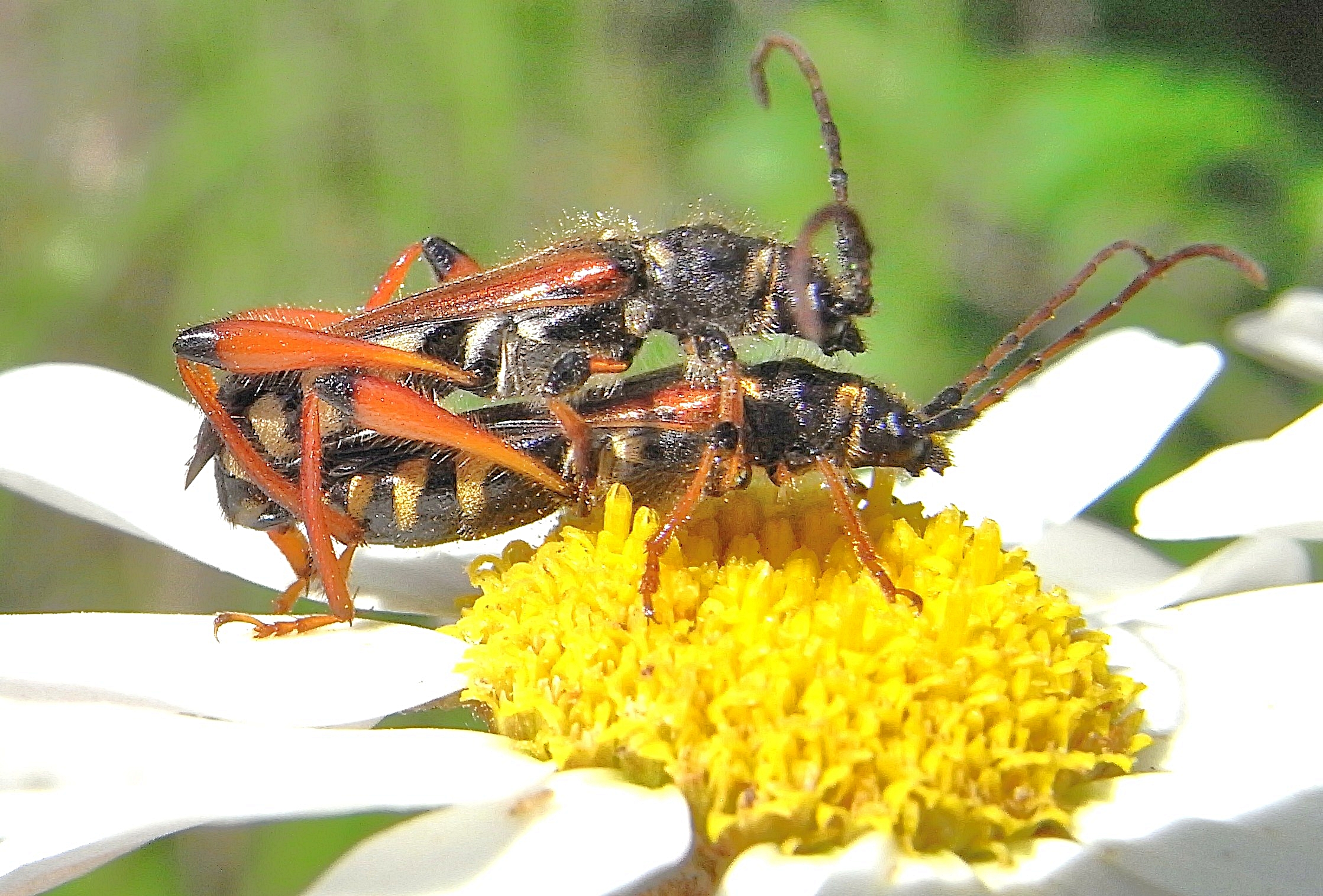

Magyarországon nem védett.